# Fluorescentiespectroscopie

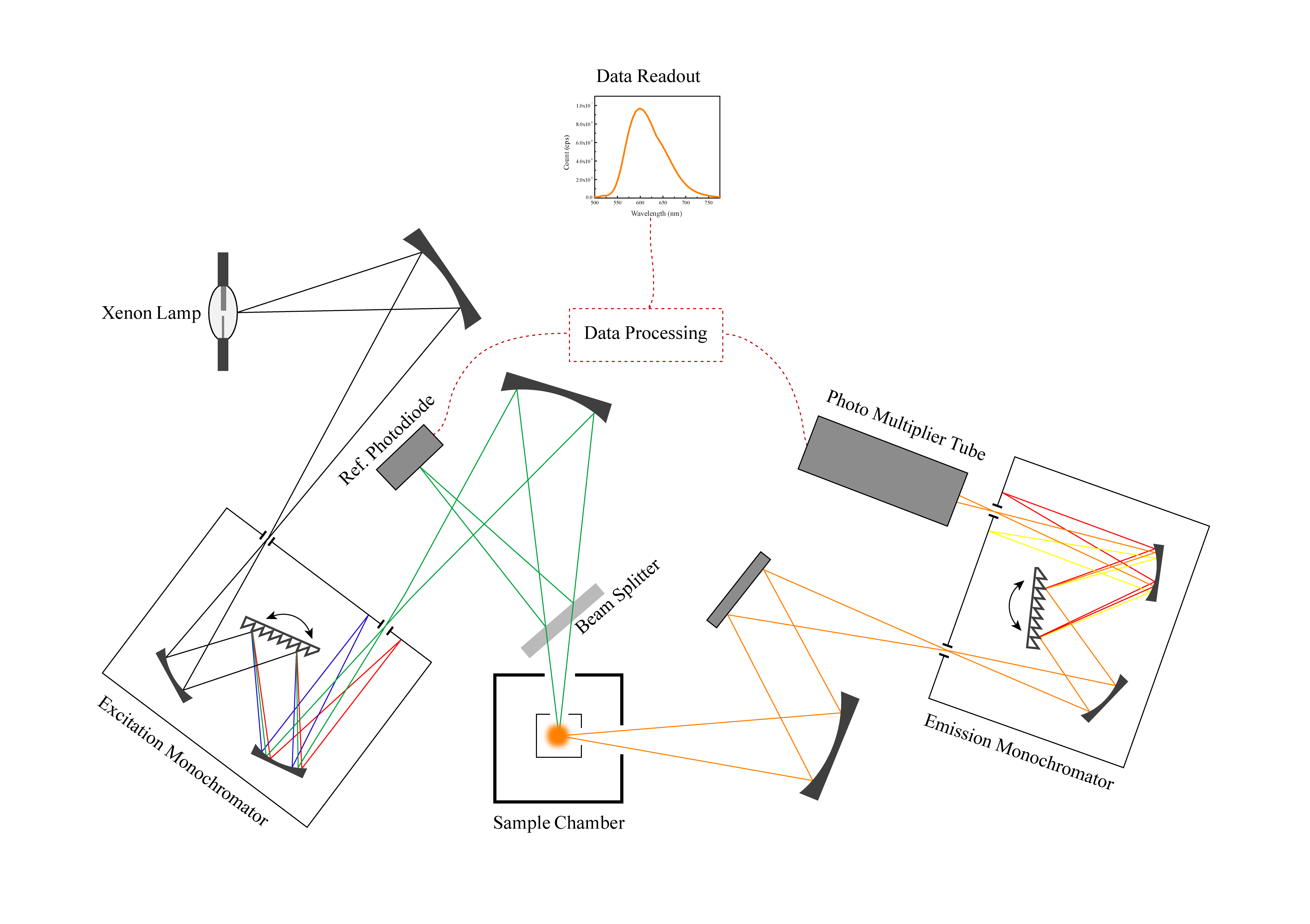
Schematische weergave van een fluorimeter

Fluorescentiespectroscopie is een spectroscopietechniek waarmee fluorescente stoffen geïdentificeerd en gekarakteriseerd kunnen worden. Fluorescentiespectroscopie wordt doorgaans uitgevoerd met een fluorimeter. Een fluorimeter is een instrument dat gebruikt wordt om de intensiteit van de fluorescentie van een bepaalde stof te meten. De golflengten voor excitatie en emissie kunnen ingesteld worden.
Excitatie- en emissiespectra zijn stofspecifiek. Fluorescentiespectroscopie kan dus gebruikt worden om stoffen te identificeren. 
De methode kan ook gebruikt worden voor de kwantitatieve bepaling van een component in een oplossing. Dit noemt men meestal fluorometrie. De methode is gevoelig en selectief en daardoor onder bepaalde condities geschikt voor de meting van diverse componenten in eenzelfde oplossing.

## Principe
Een monster wordt bestraald met uv- of zichtbaar licht. De te analyseren moleculen absorberen de fotonen uit dit licht. Daardoor belanden een of meerdere elektronen in een aangeslagen toestand; deze worden geëxciteerd. Vervolgens vallen de elektronen terug naar de grondtoestand onder uitzending van fotonen. Dit uitgezonden licht (emissielicht) wordt gemeten. 
De energie van het excitatielicht is groter dan of gelijk aan die van het emissielicht. De golflengte is hiermee omgekeerd evenredig; de excitatiegolflengte is derhalve kleiner dan of gelijk aan de emissiegolflengte. Een stof kan meerdere emissiegolflengten hebben bij eenzelfde excitatiegolflengte. 
Binnen een bepaalde bandbreedte, is de gemeten fluorescentie recht evenredig met de concentratie van de opgeloste stof. De kwantitatieve bepaling van een stof in een monster, wordt gedaan door eerst een kalibratiereeks te meten met bekende concentraties. 

## Instrumentatie
Een fluorimeter bevat een lamp, een cuvethouder waarin een cuvet met de te meten oplossing wordt geplaatst, monochromators en een detector. Voor samples in oplossing worden glazen of silica cuvetten gebruikt. 
Als lichtbron wordt gebruikgemaakt van de (veelal continue) straling van een deuterium- of een xenonlamp van 150-800 W. Het licht gaat als eerste door een monochromator, die slechts één, instelbare golflengte doorlaat. Dan bereikt het licht de cuvet met het monster. 
Het fluorescentielicht verspreidt zich vervolgens in alle richtingen. Loodrecht op het lichtpad van de inkomende lichtbundel staat een tweede, instelbare monochromator. Doordat deze loodrecht staat, wordt alleen het gefluoresceerde licht opgevangen, en niet het licht dat de oplossing heeft verlaten zonder geabsorbeerd geweest te zijn. 
Na de tweede monochromator staat een fotomultiplier- of een fotodiodedetector. Met behulp van de exciterende monochromator kan het exciterende spectrum bepaald worden en met de fluorescente monochromator het fluorescente spectrum. Ook bevat een fluorimeter nog een lineaire versterker en een recorder.

## Analyse
Het signaal kan zowel digitaal als analoog verwerkt worden. Er is een grote variatie in systemen en er moet op verschillende dingen gelet worden.
Niet alles wat de detector doorgeeft is een 'echt' signaal, dus er moet onderscheid gemaakt worden tussen signaal en ruis. Dit is mogelijk door de filters te variëren en te voorkomen dat er licht, dat niet door het filter geweest is, op de samples/detector terechtkomt (strooilicht). Hier moet goed op gelet worden want het is mogelijk om meer ruis dan signaal te hebben. Er zijn al vele foutieve en onnauwkeurige resultaten (signaal-ruisverhouding) verkregen, doordat de precieze instellingen van de fluorimeter niet gepubliceerd zijn.
Het oplosmiddel, de temperatuur en de concentratie zijn ook belangrijke parameters die de intensiteit van de fluorescentie beïnvloeden.
Verder moet er gelet worden op de gevoeligheid en de detectielimiet. Er zijn tegenwoordig apparaten verkrijgbaar die zeer lage concentraties kunnen meten, dus is het vaak niet nodig om grote hoeveelheden van een eventueel duur sample te gebruiken.